# Hato-Udo
Hato-Udo – miejscowość i poddystrykt w Timorze Wschodnim, w dystrykcie Ainaro. Jest największym z czterech poddystryktów w dystrykcie Ainaro. Zajmuje powierzchnię 243,01 km² i liczy 9645 mieszkańców (2010).

## Miejscowość

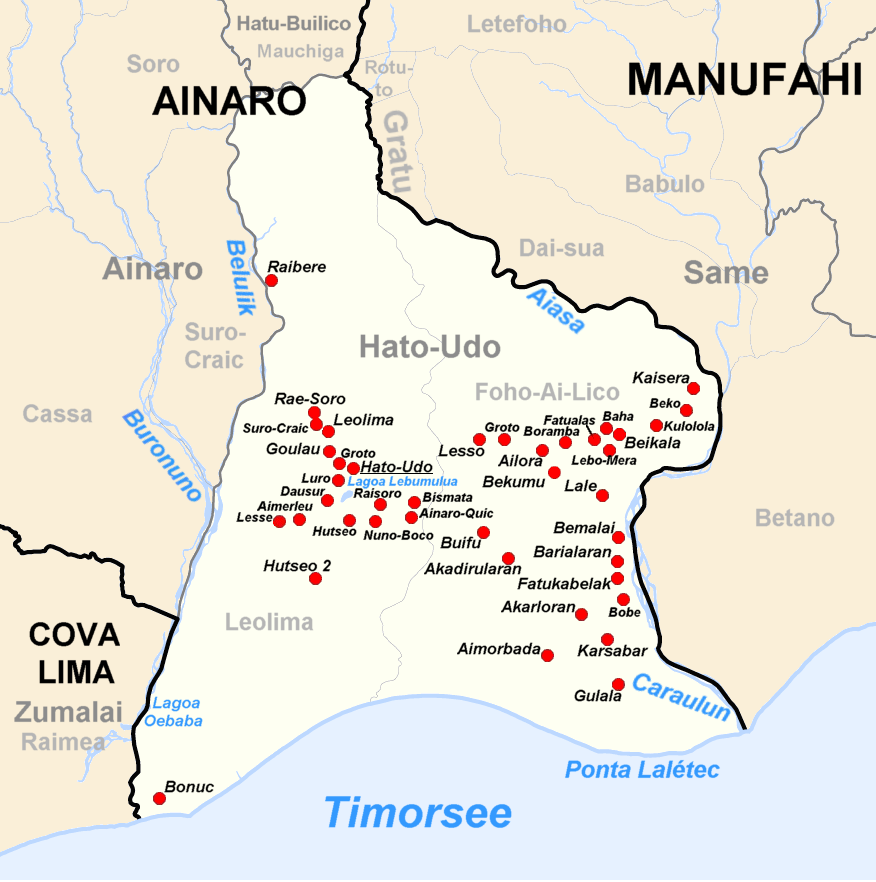
Poddystrykt Hato-Udo

Hato-Udo położone jest w gminie Leolima w pobliżu jeziora Lagoa Lebomulua, 61 km na południe (w prostej linii) od stolicy Timoru Wschodniego Dili, a od stolicy dystryktu Ainaro miasto dzieli około 16 km. Leży na wysokości 339 m n.p.m. W Hato-Udo znajduje się prywatna szkoła podstawowa i ośrodek zdrowia.

## Poddystrykt
Poddystrykt Hato-Udo jest najbardziej wysuniętym na południe poddystryktem dystryktu Ainaro. Ma dostęp do Morza Timor. Graniczy z dystryktami: Cova-Lima od południowego zachodu i Manufahi od wschodu oraz z poddystryktami: Ainaro od zachodu i z Hatu-Builico od północy.

## Ludność
W 2010 roku mieszkało tutaj 9645 mieszkańców (w 2004 roku 8817 mieszkańców). Średnia wieku w 2010 wynosiła 18,6 lat (w 2004 roku 17,7 lat). 
Większość ludności to katolicy. Pozostali to muzułmanie i protestanci.
Ludność uprawia maniok, kukurydzę, orzechy kokosowe, kawę, ryż i inne warzywa.

## Gminy
Poddystrykt Hato-Udo jest podzielony na 2 gminy:
- Foho-Ai-Lico
- Leolima